# 细纹蜷
细纹蜷（学名：Stenomelania costellaris），是中腹足目锥蜷科紋蜷屬的一种。主要分布于台湾、蘭嶼、菲律賓、其他亞洲的東南部，常栖息在河川、池塘。